# 莫兰河畔茹伊
莫兰河畔茹伊（法語：Jouy-sur-Morin，法語發音：[ʒwi syʁ mɔʁɛ̃] ⓘ）是法国法蘭西島大區塞纳-马恩省的一个市镇，属于普罗万区。 

## 地理
莫兰河畔茹伊（48°47'40"N, 3°16'24"E）面积18.45 平方千米，位于法国法蘭西島大區塞纳-马恩省，该省份为法国北部内陆省份，北起瓦兹省，西接埃松省、马恩河谷省、塞纳-圣但尼省和瓦兹河谷省，南至卢瓦雷省，东南接约讷省，东临马恩省和奥布省，东北接埃纳省。
与莫兰河畔茹伊接壤的市镇（或旧市镇、城区）包括：圣莱热、沙尔特龙日、圣雷米德拉瓦讷、布里地区舒瓦西、戈謝堡。

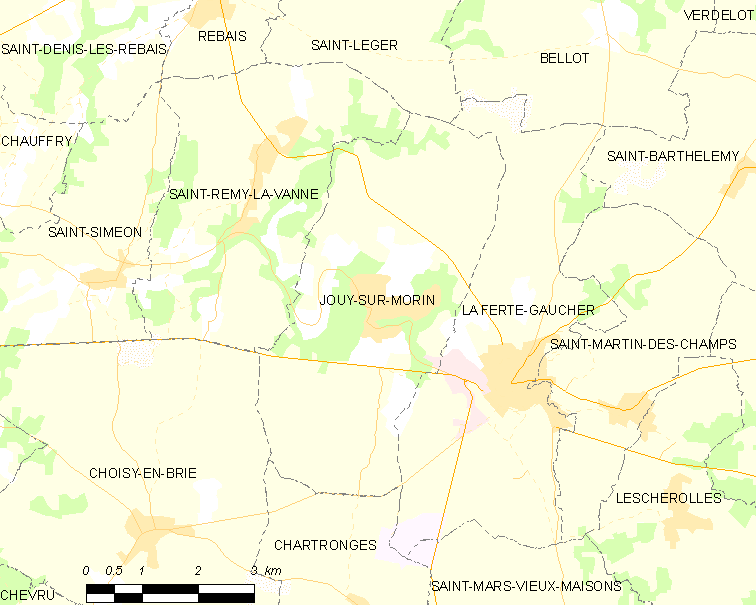
莫兰河畔茹伊的OSM定位图

莫兰河畔茹伊的时区为UTC+01:00、UTC+02:00（夏令时）。

## 行政
莫兰河畔茹伊的邮政编码为77320，INSEE市镇编码为77240。

## 政治
莫兰河畔茹伊所属的省级选区为库洛米耶县。

## 人口

1962-2008年间莫兰河畔茹伊人口变化图示

莫兰河畔茹伊于2022年1月1日时的人口数量为2221人。